# Corydalis conspersa
Corydalis conspersa är en vallmoväxtart som beskrevs av Carl Maximowicz. Corydalis conspersa ingår i släktet nunneörter, och familjen vallmoväxter. Inga underarter finns listade i Catalogue of Life.